# アポリア (ヨルシカの曲)
「アポリア」は、日本のロックバンドであるヨルシカの楽曲。2024年10月7日にPolydor Recordsからデジタル・シングルとして発表された。NHK総合テレビで放送のアニメ『チ。-地球の運動について-』のエンディングテーマとして制作された楽曲で、歌詞は「知りようのないものを知りたいという心」について書かれている。

## 制作背景
2024年8月22日、10月5日からNHK総合テレビで放送開始となったアニメ『チ。-地球の運動について-』のエンディングテーマが「アポリア」に決定したことが発表された。n-bunaは魚豊による原作のファンであり、チ。は「知る」ことへの熱を具現化したような作品なので、それとヨルシカで今作りたいものの共通項を、台本を読みながら考えましたと語っている。
タイトルの「アポリア」は解決が難しい問題やそれに困惑する状態を意味する哲学用語で、本作は知りようのないものを知りたいという心をこの言葉になぞらえて書かれた。歌詞に登場する気球は際限のない知の欲求をたとえたもの。サビに加えられたマンドリンは、n-bunaが本作を作曲する前日に購入し、その翌日にスタジオで即興的に録音されたもの。ピアノの演奏を担当した平畑徹也によれば、ピアノのパートは基本的にn-bunaが指定したフレーズを弾いているが、アウトロのみ自由に演奏したものとなっている。

## プロモーション
2024年9月5日にアニメ『チ。-地球の運動について-』の予告編が公開され、本作の一部が解禁となった。10月6日、10月7日にデジタル・シングルとして発売することを発表。この発表と同日には本作のノンクレジットエンディング映像が公開された。
10月8日に本作のジャケットも手がけた加藤隆が映像監督を務めたミュージック・ビデオが公開された。加藤がヨルシカの作品に携わるのは、2023年に発売の音楽画集『幻燈』以来となる。

## 評価
ライターの杉浦美恵は、音楽雑誌『ROCKIN'ON JAPAN』（2024年12月号）に寄稿したレビューで、n-bunaのコメントを引き合いに本作を純粋な知的好奇心から湧き出る空想をファンタジックに描き出した曲とし、変拍子のリフに乗るsuisの抑えたボーカルが、「知」への深い欲求を表現するように響いて、歌い出しから静かに引き込まれると評した。また、サビで聞こえるマンドリンの音色についてまさに上昇し続ける気球から見る新たな景色に「困惑」しながらも高揚する心のふるえを感じさせたと評している。
音楽ライターの森朋之は、エキゾチックな雰囲気が漂うトラック、シンプルにして深淵なメロディなど楽曲のテーマをしっかり際立たせるサウンドメイク、そして、淡々とした表情のなかに強い意志や情念を潜ませるsuis（Vo）のボーカルも絶妙。ヨルシカの創造性とアニメの世界観による相乗効果を堪能できる、理想的なコラボレーションだと評した。

## クレジット
※出典
- suis – ボーカル
- n-buna – 作詞作曲、編曲、ギター、コーラス、マンドリン、その他音源
- 下鶴光康 – ギター
- キタニタツヤ – ベース
- Masack – ドラム
- 平畑徹也 – ピアノ

## チャート成績
| チャート (2024年)                     | 最高位 |
| ------------------------------------- | ------ |
| 日本 (Japan Hot 100)                  | 31     |
| Japan Hot Animation (Billboard JAPAN) | 8      |
| 日本 (オリコン合算シングル)           | 42     |